# Calamorro
El Calamorro (también llamado Carramolo) es un monte de la sierra de Mijas (cordillera Penibética) de 771 metros de altitud. Se localiza en el municipio de Benalmádena, provincia de Málaga, España.
Es conocido por ser una atracción turística en sí en la Costa del Sol, pues el Teleférico de Benalmádena recorre su ladera desde el núcleo benalmadense de Arroyo de la Miel hasta la misma cima del monte. También se puede acceder a su cima a través de una carretera y de varios senderos. Los terrenos de este monte han sido declarados parque periurbano a partir de los 300 metros para lograr su conservación.

## Atractivos
En su cumbre, junto a la estación de llegada de la telecabina, se encuentran establecimientos de restauración. Hay varios miradores y 50 kilómetros de senderos a través de la montaña, desde donde se puede distinguir gran parte de la Costa del Sol Occidental: la ciudad de Málaga, Torremolinos, Benalmádena, Mijas, Fuengirola, Marbella, la bahía de Málaga y el mar de Alborán; y parte de la comarca del Valle del Guadalhorce. En días despejados, la visibilidad alcanza hasta el Peñón de Gibraltar y las cordillera norteafricana del Rif, al otro lado del estrecho de Gibraltar. 

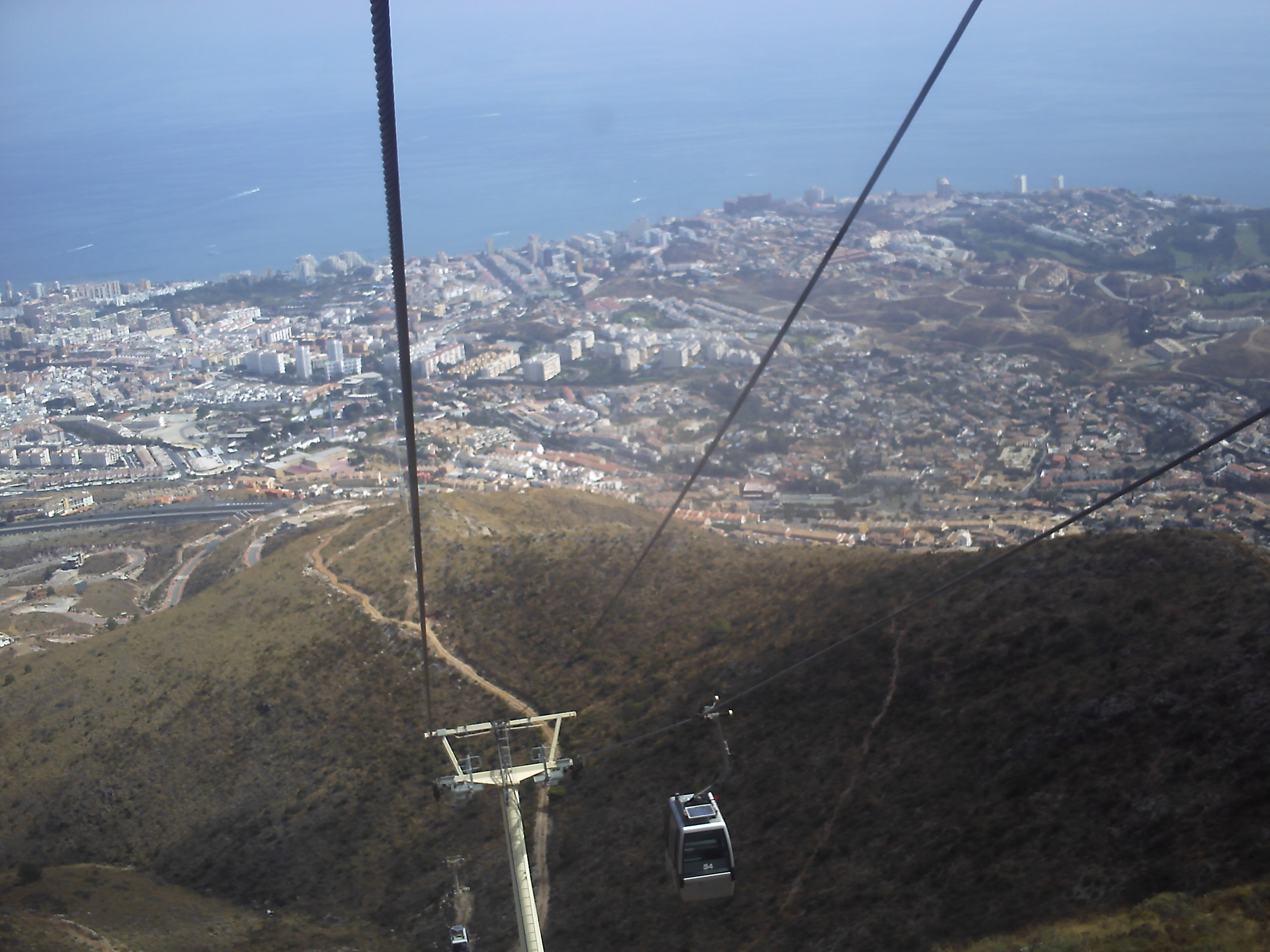
Descenso en el Teleférico de Benalmádena desde la cima del monte Calamorro.

La Cueva del Toro es el yacimiento prehistórico más importante en Benalmádena. Fue descubierta en 1969 y se encuentra en las faldas del monte Carramolo. Fue ocupada hace 15 000 años y utilizada como santuario en el Paleolítico Superior. En ella han aparecido restos de pinturas rupestres y algunos artilugios expuestos en el Museo Municipal en Benalmádena Pueblo.
La cima del monte Carramolo es escenario de espectáculos de cetrería así como punto de partida de paseos a caballo y otras actividades deportivas. Se plantea llevar a cabo labores de reforestación en sus laderas, que ocupan 189,3 hectáreas, así como la recuperación de la cantera clausurada existente en este lugar de la sierra con su posible transformación en parque.
El Monte Carramolo, cuenta con una altitud aproximada a los 780 metros, presentando una vista extraordinaria vista desde cualquier punto del término de Benalmádena. En él, se realizan diversas actividades de ocio y tiempo libre, tales como senderismo, contando con una red de caminos total de 2800 metros, un mirador desde el que se divisa la totalidad de los términos de Fuengirola y Torremolinos, llegando incluso a divisarse la costa malagueña. Además, cuenta con espectáculos de cetrería, doma de caballos, monta de burros y restaurante. A ellos se puede llegar, o bien andando o por medio del telecabina, que parte desde su estación, frente al Parque de atracciones Tívoli

## Curiosidades
La denominación popular de este pico, "Carramolo" da nombre a una emisora de radio benalmadense: Radio Carramolo.
Además hay que señalar que existen numerosos senderos y caminos para realizar deportes como senderismo, rutas en bicicleta y descenso.